# Robert Archibald (Polospieler)
Robert „Rob“ Archibald (* 12. Januar 1984) ist ein in England lebender australischer Polospieler mit einem Handicap von 6.
Er pendelt zwischen seinem Wohnort England, seiner Heimat Australien und Argentinien, wo er mit Polostar Bautista Heguy trainiert. Archibald, der den Sport erst seit 2002 professionell spielt, gilt als aufstrebender Stern am Polohimmel. Im Jahr 2007 gewann er mit seinem Team den Gold Cup im französischen Deauville sowie den Kerry Packer Challenge Cup. Beim Coronation Cup 2008 spielte er für die australische Equipe. Beim St. Moritz Polo World Cup on Snow gewann er 2010 mit seinem Team Cartier gegen das Team von Julius Bär. In der aktuellen Weltrangliste wird er mit 138 Punkten auf Rang 69 geführt.
Sowohl sein Vater, als auch seine beiden Onkel waren Polospieler.
2009 wählte ihn die Zeitschrift Vanity Fair unter die zehn heißesten Polospieler der Welt.